# Vladímir Petrov
Vladímir Petrov   () és un remer rus, ja retirat, que va competir sota bandera de la Unió Soviètica, durant la dècada de 1950.
El 1956 va prendre part en els Jocs Olímpics d'Estiu de Melbourne, on disputà dues proves del programa de rem. En la prova del dos amb timoner guanyà la medalla de bronze formant equip amb Ihor Yemchuk i Georgiy Zhylin, mentre en el vuit amb timoner quedà eliminat en semifinals.
En el seu palmarès també destaquen dues medalles en el Campionat d'Europa de rem, d'or el 1955 en el vuit amb timoner i de plata el 1957, en el dos amb timoner.